# احتلال البنك العثماني
وقعت احتلال البنك العثماني (بالتركية: Osmanlı Bankası Baskını)‏ «الغارة على البنك العثماني»؛ (بالأرمنية: Պանք Օթօմանի գրաւումը)‏، «استيلاء البنك العثماني») من قبل أعضاء الاتحاد الثوري الأرمني (حزب الطاشناق) في إسطنبول، عاصمة الدولة العثمانية، في 26 أغسطس 1896. استولى 28 رجلًا مسلحًا ونساء بقيادة بابكين سيوني وأرمين غارو على البنك الذي يعمل فيه إلى حد كبير موظفين أوروبيين من بريطانيا وفرنسا في محاولة لرفع مستوى الوعي والعمل من قبل القوى الأوروبية الكبرى. أثير هذا إلى حد كبير بسبب تقاعس القوى الأوروبية فيما يتعلق بالمجازر الحميدية، وهي سلسلة من المذابح الجماعية ومذابح الأرمن التي تمت في عهد السلطان عبد الحميد الثاني. رأى أعضاء الاتحاد الثوري الأرمني أن الاستيلاء على البنك هو أفضل محاولاتهم للفت الانتباه الكامل إلى محنتهم. كان البنك العثماني، في ذلك الوقت، بمثابة مركز مالي مهم لكل من الدولة وبلدان أوروبا.
استمر الاستيلاء على البنك لمدة 14 ساعة من المجموعة المسلحة بمسدسات وقنابل يدوية وبالديناميت، مما أدى إلى مقتل عشرة من الأرمن والجنود العثمانيين. شهد رد الفعل العثماني على الاستيلاء مزيدًا من المذابح طالت 6000 أرمني يعيشون في القسطنطينية، كما هدد عبد الحميد بتسوية المبنى بأكمله. ومع ذلك، تم إقناع الرجال بالاستسلام حين تدخل جزء من دبلوماسيين أوروبيين في المدينة، حيث تم تخصيص ممر آمن للناجين إلى فرنسا. ومع مستوى العنف الذي أحدثه الأتراك، فقد تم الإبلاغ عن الاستيلاء على البنك بشكل إيجابي في الصحافة الأوروبية، حيث أشيد بالرجال على شجاعتهم والأهداف التي حاولوا تحقيقها. ومع ذلك، وبصرف النظر عن إصدار مذكرة تدين المذابح في المدينة، لم تتصرف القوى الأوروبية بوعودها لفرض إصلاحات في البلاد مع استمرار المذابح المستقبلية للأرمن.

## الخلفية
على عكس المزاعم العثمانية، عانى الأرمن من الاضطهاد والاستيعاب القسري تحت الحكم العثماني. لقد عاش الأرمن في قراهم وأحياء مدنهم، منفصلين عن المسلمين. كما تعرضوا لضرائب باهظة وتم تخفيض تصنيفهم كمجموعة منفصلة من المجتمع العثماني، تسمى الملة. حمل العديد من الأرمن الذين استاءوا من الاضطهاد العثماني السلاح للدفاع عن حقوقهم الأساسية. أثار هذا غضب السلطان عبد الحميد الثاني الذي اعتبر المقاومة الصغيرة تهديدًا لسلطته. في تسعينيات القرن التاسع عشر، تم ذبح ما يصل إلى 300 ألف أرمني بناء على أوامر ضمنية من السلطان، وهي مذابح معروفة باسم المجازر الحميدية.

## الأنشطة

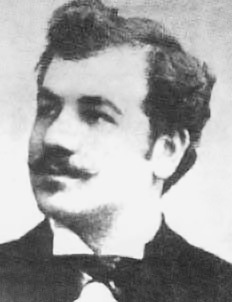
كان أرمين غارو أحد المخططين الرئيسيين الذين نجوا

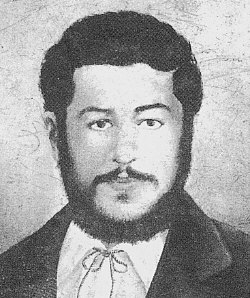
بابكين سيوني، رئيس منظمي الهجوم.

### التخطيط
سعى الاتحاد الثوري الأرمني لوقف قتل الأرمن وخطّط للاستيلاء على البنك من أجل حذب انتباه القوى العالمية وتدخلها. كان العقل المدبر لخطة احتلال البنك العثماني هو بيدروس باريان المعروف باسمه الحركي «بابكين سيوني»، الذي قاد العملية مع مساعده الرئيسي، هراتش تيرياكيان. بدأت الترتيبات لغارة البنك عندما وافق أرمين غارو المعروف باسمه الحركي «أرمين غارو» على المشاركة في فبراير 1896. منذ البداية، وزع الاتحاد الثوري الأرمني منشورات على عموم السكان في الدولة العثمانية كتب فيها تفيد أن قتالهم ليس ضدهم بل ضد قمع الدولة العثمانية. كان قرار الاستيلاء على البنك العثماني قرارًا استراتيجيًا حيث احتفظ البنك بالعديد من سندات الخزانة الأوروبية التي ستجذب بالتالي اهتمام الأوروبيين الذي يريده الأرمن. تم اختيار الرجال لأنه «بصرف النظر عن مصالح القوى الأوروبية، فإن الأسواق المالية المختلفة ستعاني أيضًا من خسائر فادحة من خلال تدمير ممتلكاتهم».

### السيطرة
يوم الأربعاء، 26 أغسطس 1896، الساعة 13:00، هاجم واحتل 26 أرمنيًا من الاتحاد الثوري الأرمني، مسلحين بمسدسات وقنابل بقيادة بابكين سيوني، البنك العثماني في القسطنطينية. دخل الرجال القاعة الكبيرة للبنك العثماني مسلحين بمسدسات وخناجر وقنابل ديناميت. تم تشكيلهم في مجموعات صغيرة، وقد تصدى لهم أحد حراس البنوك الألبان الذي أطلقوا النار عليه، مما أدى إلى تبادل لإطلاق النار بين الأرمن وبقية حراس البنك. خلال الجزء الأول من العملية، قُتل تسعة من المهاجمين، بمن فيهم زعيم الهجوم بابكين سيوني، في تبادل لإطلاق النار، وتولى أرمين غارو دوره كقائد للعملية.
هدد المهاجمون بإعدام جميع الرهائن إذا لم تتم تلبية مطالبهم السياسية. كما أوضحوا أن هدفهم هو إملاء إرادتهم السياسية.

### عنف الغوغاء
ربط جسر غلطة الأجزاء القديمة والجديدة من المدينة عبر مصب ضيق متعرج من القرن الذهبي. وعلى جانب واحد توجد شوارع مرصوفة بالحصى تصل من الجسر إلى قصر طوب قابي والمكاتب الحكومية. من جهة أخرى، ينفتح الجسر على الحي المالي في غلطة، حيث تنتهي الشوارع الضيقة من التلال الأخرى إلى منطقة بيرا العصرية (بيولو الحديثة) وأخيرًا ساحة تقسيم في الأعلى. على هذا الجانب من الجسر، تركّز الرجال الأرمن في غلطة وتونيل وتارلاباسي حول بيرا. استولى غوغاء عثمانيون، تألفوا بشكل رئيسي من الباشبوزق والسوفتات (طلاب من المعاهد اللاهوتية)، على فندق في مدينة القسطنطينية وتساقطت قنابل وطلقات وصواريخ إلى حد ما على رؤوس المارة، مما أدى إلى إصابة العديد من الأشخاص. امتد حشد الغوغاء المحيطون بالبنك إلى عدة قرى على مضيق البوسفور بما في ذلك تيبي باشي وعلى الساحل الآسيوي لبحر مرمرة. كانت الأسلحة التي استخدمها السكان النوادي والسكاكين. وهرع العلماء والناس، "الذين أقام معظمهم في القسطنطينية، عبر الجسر نحو بيرا وغلطة، ولكنهم التقوا بفرق من الفرسان الذين أجبروهم على العودة، وبالتالي حصروا جهودهم في مذبحة الأرمن في المنطقة القريبة.
قطع الجنود العثمانيون الجسر، وبالتالي منعوا تزايد أعمال الشغب، ولكن وراء الحاجز زاد القتال المميت بين المجموعتين مع القليل من الضوضاء. مع تقدم المجزرة، ألقيت القنابل وأطلقت طلقات مسدس من المنازل في نقاط مختلفة دون أي شيء واضح. وفي مستودع للسكك الحديدية على نقطة سراجليو، طلب ضابط تسليمه حوالي خمسة عشر موظفًا أرمنيًا من شركة الشرقية [كذا] السريعة.
تحتوي مصادر مختلفة أيضًا على تقارير تفيد بتقديم يهود المدينة في وقت واحد المساعدة للأرمن ونقلهم إلى ملجأ في منازلهم، وكذلك انضمامهم إلى الغوغاء المسلمين والمشاركة في نهب المتاجر والمنازل الأرمنية.

### المفاوضات

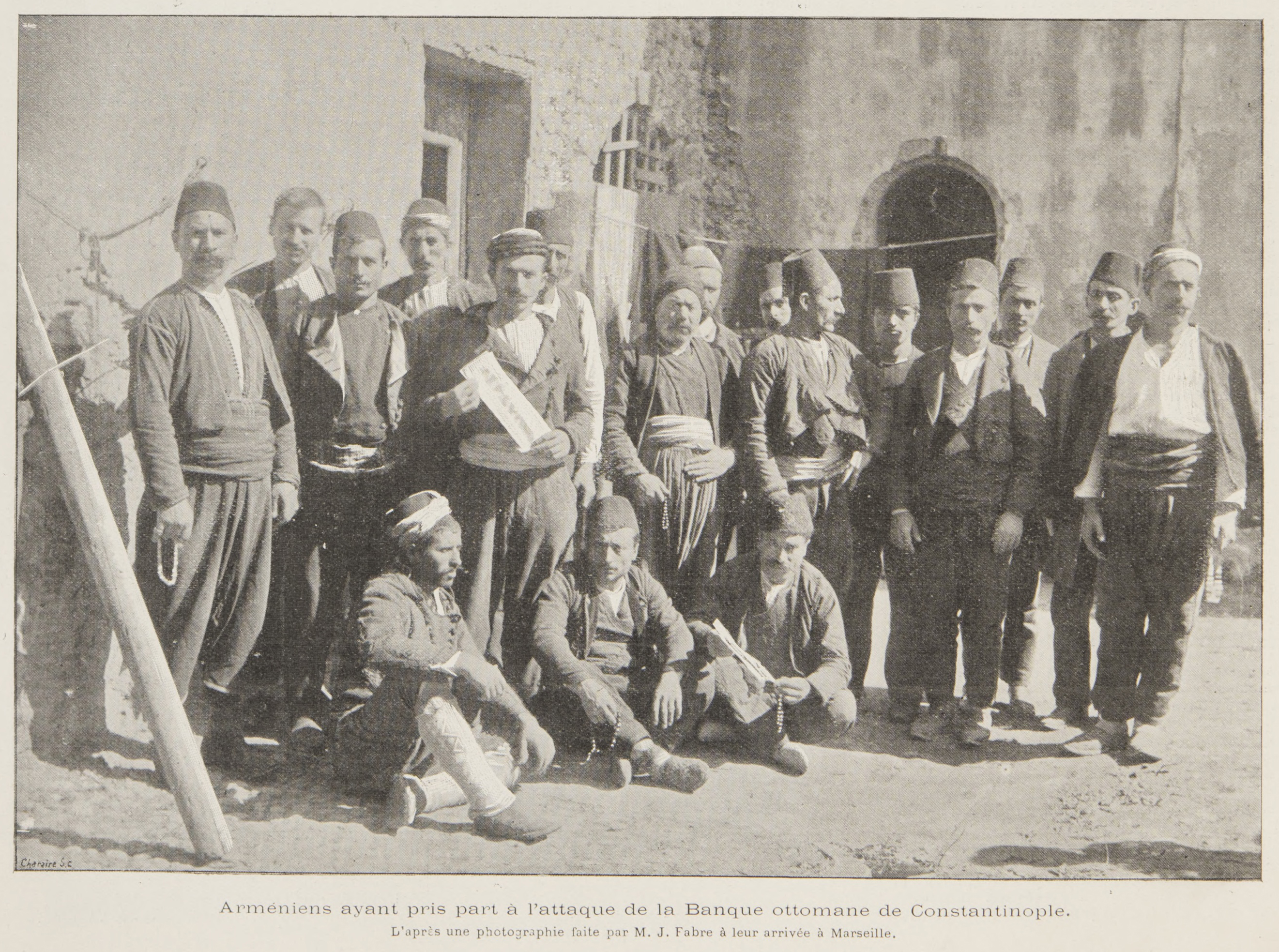
نجاة أعضاء الاستيلاء بعد وصولهم إلى مرسيليا.

في اليوم نفسه، أرسل الثوار رسالة إلى القوى الأوروبية الكبرى يطالبون فيها السلطان بالوفاء بمطالبهم وتسليم حل المسألة الأرمنية إلى قاضي دولي، وخلاف ذلك، فإنهم في اليوم الثالث، سيفجرون أنفسهم والبنك. صدر البيان التالي للجمهور العثماني:
بعد أربع عشرة ساعة من الاحتلال وصد محاولات الحكومة لاستعادة البنك، نجح سفراء أوروبا، بشكل أساسي من خلال المساعي الحميدة للقنصل الروسي ماكسيوف، ومدير البنك، السير إدغار فنسنت (لورد أبرنون)، في إقناع الرجال الأرمن بمغادرة البنك، من خلال الوعد بالوفاء بمطالبهم ومنحهم ممرًا آمنًا للخروج من البنك. قال سكرتير السير إدغار، أن عملهم سوف ينفر القوى الأوروبية ويسبب «مذبحة مخيفة للأرمن»، لكنهم ردوا أنهم إذا ماتوا فإنهم سيفعلون ذلك كشهداء ووطنيين. تم التأكيد العفو لهم والمغادرة دون عوائق من المدينة على متن اليخت الخاص بالسير إدغار فنسنت.

## العواقب

### المذابح
كان الانتقام من السكان الأرمن العاديين في القسطنطينية سريعًا ووحشيًا. بدأ العثمانيون الموالون للحكومة في ذبح الأرمن في القسطنطينية نفسها. وبعد يومين من سيطرة  الباشبوزق والسوفتات العثمانيين المسلحين من قبل السلطان، عاثت المجموعتين فسادًا وذُبح الآف الأرمن الذين يعيشون في المدينة. وفقًا للدبلوماسيين الأجانب في القسطنطينية، أمرت السلطات المركزية العثمانية الغوغاء «ببدء قتل الأرمن، بغض النظر عن العمر والجنس، لمدة 48 ساعة». توقفت عمليات القتل فقط عندما أُمر الغوغاء بالكف عن مثل هذا النشاط من قبل السلطان عبد الحميد. لقد قتلوا حوالي 6000 إلى 7000 أرمني. وفي غضون 48 ساعة من مصادرة البنك، كان عدد القتلى يتراوح بين 3000 و4000، حيث لم تبذل السلطات أي جهد لاحتواء عمليات قتل الأرمن ونهب منازلهم وأعمالهم.
في 15 سبتمبر 1896، بعد ثلاثة أسابيع من الغارة على البنك، نفذت السلطات العثمانية مذبحة في بلدة إيجين، في مقاطعة هاربوت الشرقية. تم اختيار إيجين كهدف لأن زعيم حزب الغارة المصرفية، بابكين سيوني، كان من سكان البلدة. وبحسب تقرير للسفير الفرنسي، قتلت القوات العثمانية «ما يزيد عن 2000 أرمني» في إيجين، بينهم «العديد من النساء والأطفال». أفاد تقرير القنصل البريطاني في هاربوت، نقلاً عن أرقام قدمها مسؤول عثماني، بمقتل 1500، بينهم 200 امرأة وطفل. ومن بين 1500 منزل تقع في الحي الأرمني في إيجين، تم نهب وإحراق 980. وفقًا لتقرير آخر من القنصل البريطاني في هاربوت، كانت الحجة المستخدمة لمهاجمة الحي الأرمني في المدينة هي «أمرًا غير مباشر» من السلطان بأن «أرمن إيجين كانوا على استعداد لإحداث مشاكل وأنه يتعين على السلطات المحلية اتخاذ ما يلزم عمله». كما أفاد التقرير نفسه بعدم وجود أي حركة ثورية على الإطلاق، ولم يوقع الضحايا أي جرم. تم العثور على بعض المسدسات والمسدسات في أنقاض المنازل المحترقة. واحتجاجًا منهم على جميع المجازر، وجه ممثلو القوى الكبرى رسالة مهينة للسلطان. Dadrian يصف مذبحة إيجين بأنه «حالة من العقاب الجماعي عبر تنفيذ مجزرة جماعية».

### ردود الأفعال الدولية
تم تحقيق أهداف الاتحاد الثوري الأرمني جزئيًا في لفت انتباه القوى الكبرى.

ومع طبيعة الاستيلاء على البنك، إلا أن الوحشية التي تحملها السكان المدنيون الأرمن في أعقاب الحادثة طغت على الحادثة نفسها، مما جدد القلق الغربي على سلامة الأرمن في الدولة العثمانية. استجاب رئيس الولايات المتحدة جروفر كليفلاند، ردًا على الدعم الواسع النطاق للقضية الأرمينية التي أثارها المبشرون الأمريكيون المتمركزون في الدولة العثمانية، للحادث حيث أدان «غضب التعصب المجنون والتعصب القاسي»، و«التقارير غير المتكررة عن التدمير الوحشي للمنازل والمجزرة الدموية بحق الرجال والنساء والأطفال التي جعلت منهم شهداء لاعتناقهم الإيمان المسيحي». 
 لا أعتقد أن احتمال الكآبة الحالي في تركيا سيُسمح لها بالإساءة إلى مشهد المسيحية لفترة طويلة. إنها تحض على الحضارة الإنسانية والمستنيرة التي تنتمي إلى نهاية القرن التاسع عشر بحيث يبدو من الصعب أن يظل الطلب الجاد من الشعوب الصالحة في جميع أنحاء العالم المسيحي لمعالجتها التصحيحية سيظل دون إجابة. 
 رفض كليفلاند إمكانية تأكيد القوة العسكرية الأمريكية لحماية الأرمن في الدولة العثمانية، وعرض الإقامة على «أولئك الذين يسعون لتجنب المخاطر التي تهددهم تحت السيادة التركية».